# Kestinsaari
Kestinsaari är en ö i Finland. Den ligger i sjön Muhoslampi och i kommunen Muhos i den ekonomiska regionen  Uleåborgs ekonomiska region  och landskapet Norra Österbotten, i den centrala delen av landet, 500 km norr om huvudstaden Helsingfors. Öns area är 1,2 hektar och dess största längd är 370 meter i sydöst-nordvästlig riktning.